# Сє Сінфан
Сє Сінфан  (кит.: 谢杏芳, 8 січня 1981) — китайська бадмінтоністка, олімпійська медалістка.

## Виступи на Олімпіадах
| Олімпіада  | Дисципліна       | Місце |
| ---------- | ---------------- | ----- |
| Пекін 2008 | одиночний розряд | 2     |